# 向斜
向斜（Syncline）是一種地層排列方式，摺曲的兩翼岩層方向相向。指岩層發生褶曲時，其形狀大部分為下凹陷者。在一般平地上，向斜的地層上半部受到侵蝕變平，會形成中間較新，兩側較古老的地層排列方式。
向斜地区的岩石在褶皱作用下被挤压，比较坚硬，抗侵蚀能力较强。
向斜是良好的储水构造。石油、天然气、地下水三者比较，天然气的密度最小，石油次之，水的密度最大，且向斜的岩层向下弯曲，即储水。相反，背斜是良好的储油构造。
因为向斜岩层向下弯曲，受力集中于中心。所以，同一平面上各点受力不均匀，不宜修建铁路、隧道等工程。